# Forces spéciales
Pour les articles homonymes, voir Forces spéciales (film), Special forces (homonymie) et SF.

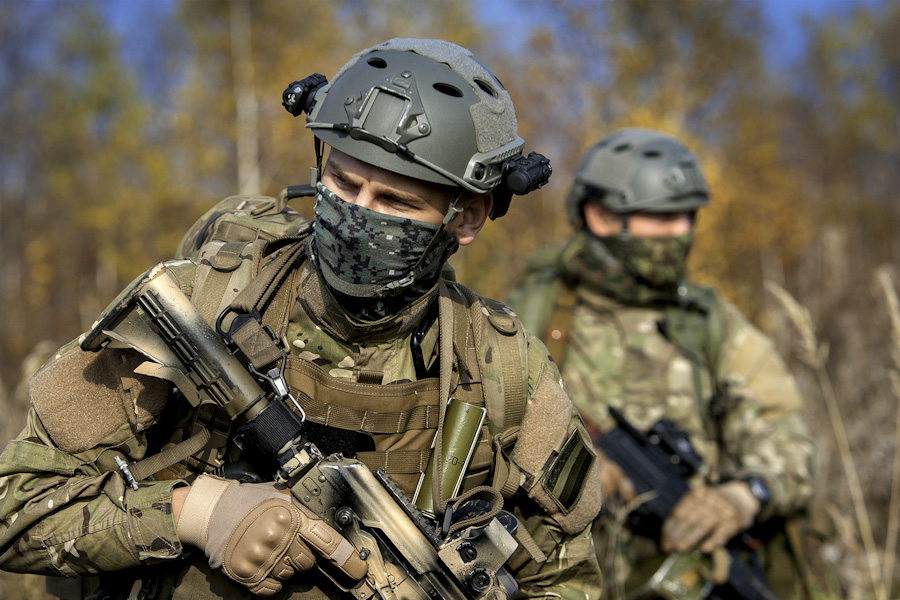
Les spetsnaz étaient une force spéciale des forces armées russes

Les forces spéciales (FS) sont, selon la définition de l'OTAN, les unités militaires destinées à mener des « opérations spéciales » dans un conflit classique ou non conventionnel.

## Historique
Les termes « force spéciale » commencent à être employés lors de la Seconde Guerre mondiale.

### Avant la Seconde Guerre mondiale
En 1918 sont créées, au sein de la 15e armée soviétique, des ossobyï otdel, petits groupes « chargés d'espionner et d'effectuer des actes de malfaisance ».
On considère souvent que les forces spéciales sont les héritières des corps francs qui, dans les conflits anciens comme la Première Guerre mondiale, se composaient uniquement de militaires formés au combat au corps à corps, à l'arme blanche (qu'on appelait guerriers plutôt que soldats). Ils avaient notamment pour spécialité d'attaquer les tranchées ennemies. Mais cela est faux, car ils s'apparentaient davantage aux ancêtres des commandos (ayant pour parent en partie les commandos boers). De plus, les corps francs remontent aux guerres napoléoniennes en Allemagne.

### Pendant la Seconde Guerre mondiale

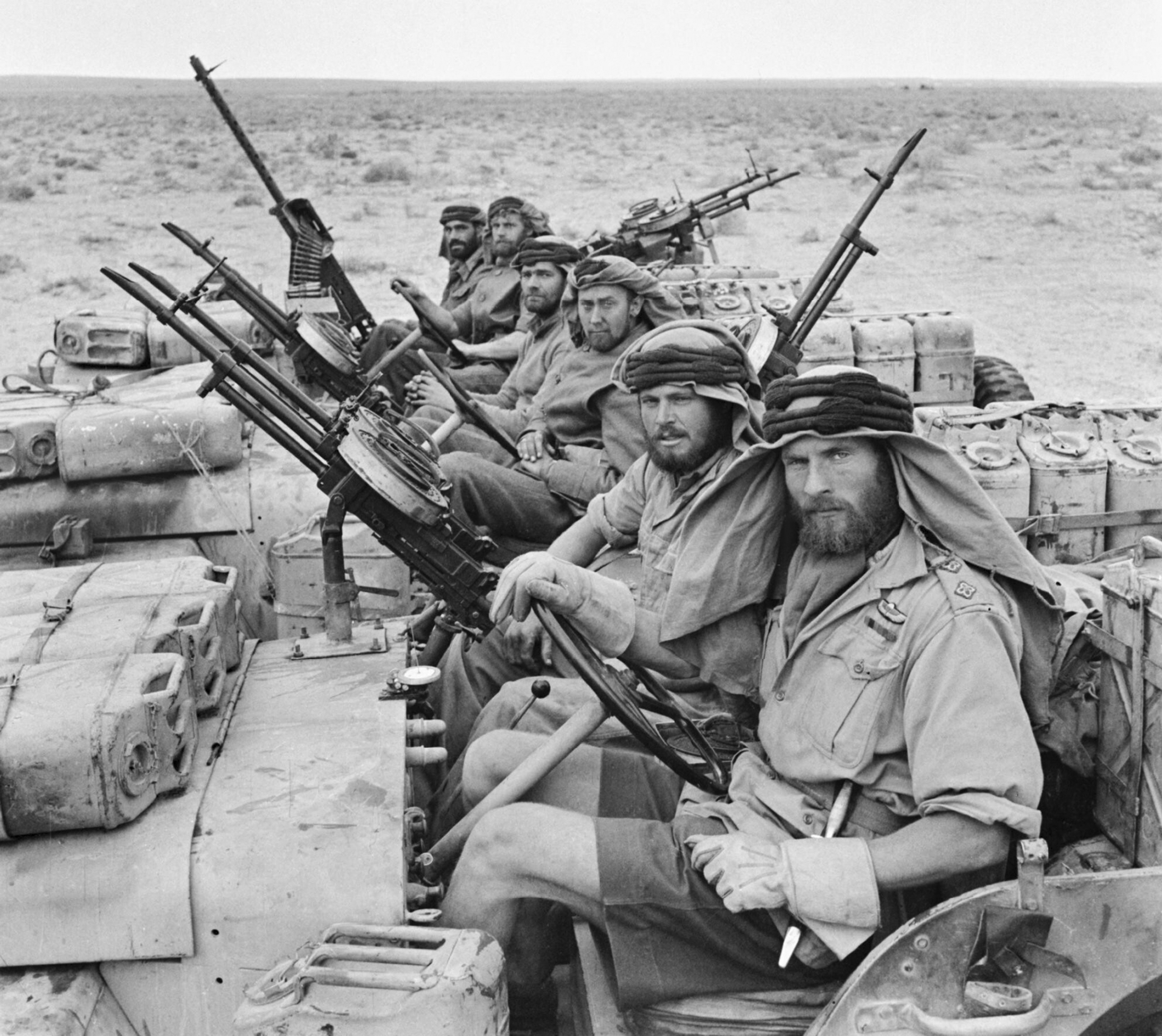
Des troupes britanniques du SAS en Afrique du nord (1943).

Les premières forces spéciales, ressemblant à celles qui existeront à la fin du XXe siècle, descendent largement de celles créées pendant la Seconde Guerre mondiale. L'Allemagne nazie disposait dès 1939 des Brandebourgeois qui, vêtus d'uniformes adverses, captureront divers objectifs en avant des forces d'invasion. De leur côté, les Italiens développèrent notamment les premiers nageurs de combat.
Les Britanniques, restant en 1940 seuls en guerre et sur la défensive, créèrent les Commandos pour mener des raids ponctuels dans les territoires occupés par le IIIe Reich, par exemple l'opération Chariot sur Saint-Nazaire. Ils seront imités par leurs alliés. Plus tard, avec le retour des Alliés à l'offensive, ces unités devinrent moins utiles et finirent spécialisées dans les opérations amphibies. Leurs opérations, mêmes modestes, nécessitaient de lourds moyens de transport et d'appui, qui étaient peu discrets et faisaient perdre l'effet de surprise.
D'autres forces spéciales, opérant en groupes réduits pour rester discrètes, apparurent pendant la guerre, tels le Long Range Desert Group (LRDG) de reconnaissance, et le Special Air Service (SAS) créé par David Stirling en 1941. Ces unités nécessitaient des combattants très autonomes et des techniques d'infiltration et d'exfiltration variées,.
Enfin, un troisième type d'unité spéciale fut créé un peu plus tard pendant la guerre, destiné à organiser, former et aider des forces irrégulières de maquis ou partisans de la résistance française, néerlandaise, des Balkans ou de pays asiatiques. Ces missions, dirigées par les services secrets alliés qui étaient le Special Operations Executive (SOE) britannique, l'Office of Strategic Services (OSS) américain ou le Bureau central de renseignements et d'action (BCRA) de la France libre, comprirent notamment les Jedburgh et les Operational Groups (OG, « groupes opérationnels ») de l'OSS,.

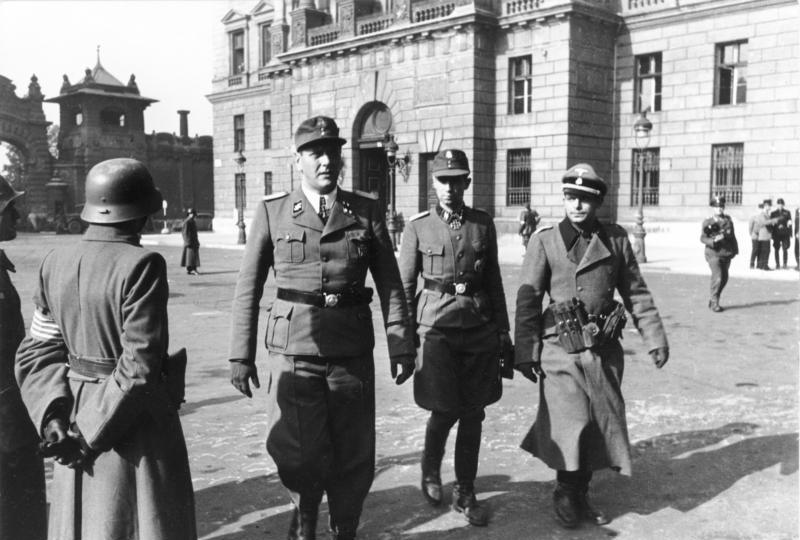
Otto Skorzeny (à g.) et l'ancien Brandenburger Adrian von Fölkersam (milieu) (1944).

Du côté allemand, les Brandebourgeois finirent comme unité classique. Des unités de la Waffen-SS deviennent les principales forces spéciales allemandes, notamment celles d'Otto Skorzeny mises en avant par la propagande nazie. L'Union soviétique va également mettre en œuvre diverses unités de reconnaissance/action derrière les lignes adverses et d'action avec les partisans. Enfin, sur les fronts d'Asie et du Pacifique, les Alliés utiliseront également des unités particulières, spécialistes du harcèlement en jungle (Chindits et Merrill's Marauders), d'encadrement de maquis (Détachement 101, Force 136), ou les Underwater Demolition Team (UDT) d'aide aux débarquements amphibies.
Ces unités ont défini le rôle et les différents types d'emplois que les forces spéciales peuvent effectuer. Certaines opérations des forces spéciales alliées sont devenues célèbres, telles que l'opération Frankton. Cette opération a permis de couler des bateaux allemands dans le port de Bordeaux. Une autre opération importante sont les opérations SAS en Bretagne qui ont permis d'isoler le débarquement de Normandie des autres unités allemandes. Les SAS ont joué un rôle crucial pendant la guerre avec un bon nombre d'opérations pour harceler l'ennemi.

### Après la Seconde Guerre mondiale

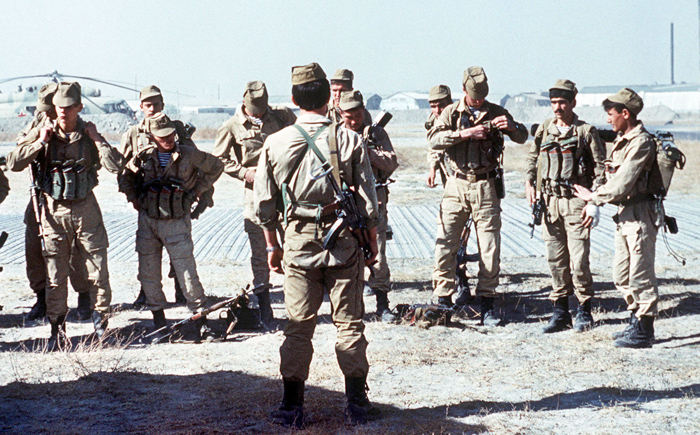
Spetsnaz du GRU de l'Armée soviétique en opération en Afghanistan (1988).

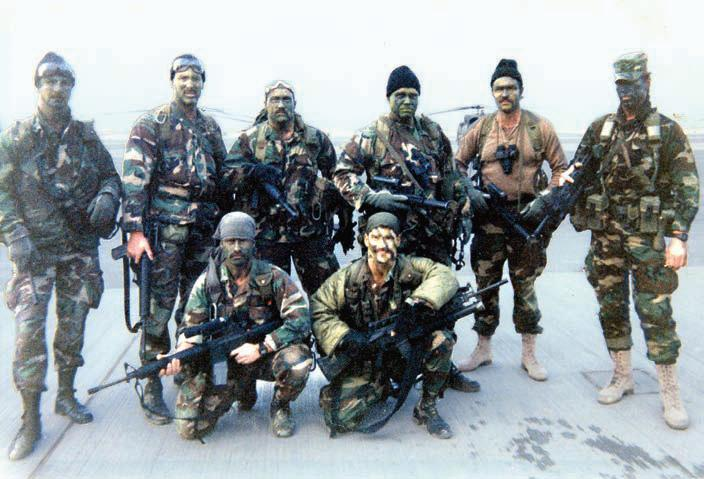
Le détachement opérationnel alpha 525 des Special Forces américaines. Photo prise juste avant une infiltration en Irak, en février 1991.

Après la Seconde Guerre mondiale, la plupart des forces spéciales furent dissoutes, mais les conflits de décolonisation et la montée des tensions de la guerre froide firent que rapidement, plusieurs seront recréées ou se réclameront de leur héritage. En France, ce sont les services secrets qui conservèrent cette compétence avec le « 11e choc » qui participera aux conflits d'Indochine et d'Algérie, tandis que le Special Air Service (SAS) britannique est reformé dès 1947 et combattra également dans de nombreux conflits de « basse intensité ». Les États-Unis, quant à eux, créèrent les « bérets verts » des Special Forces en 1952 puis les SEAL en 1962, qui participèrent largement à la guerre du Viêt Nam.
Dans les années 1970, en réaction à la montée des attentats terroristes dans les pays occidentaux, et notamment à la tragique prise d'otages des Jeux olympiques de Munich, la libération d'otages de vive force devient une nouvelle mission des forces spéciales. Celles-ci vont réussir quelques libérations d'otages spectaculaires, comme l'opération des FS israéliennes à Entebbe en 1976 et celle du SAS à l'ambassade iranienne de Londres en 1980.
Aux États-Unis, l'unité Delta Force est dédiée au contre-terrorisme. Mais en avril 1980, sa première opération, la tentative de libérer les otages américains en Iran (opération Eagle Claw) se termine par un échec retentissant à cause de défaillances des hélicoptères utilisés. En conséquence, un commandement interarmées permanent pour les opérations contre-terroristes, le Joint Special Operations Command, est créé, placé directement sous les ordres de l'état-major interarmées américain et ayant autorité sur les unités antiterroristes et les unités qui les soutiennent (hélicoptères et Rangers notamment).
Après la fin de la guerre froide, seulement trois pays peuvent se targuer d'avoir des forces spéciales autonomes dans leurs spectres militaires : le Royaume-Uni, la France et les États-Unis.

#### France
Les forces spéciales françaises ont participé à l'ensemble des conflits français contemporains, allant de la guerre d'Indochine en passant par la crise du canal de Suez ou la guerre d'Algérie, jusqu’à récemment la guerre du Mali.
Plusieurs unités actuelles des forces spéciales sont héritières de deux unités de forces spéciales de la Seconde Guerre mondiale :
- le SAS comprenait à la fin de la guerre deux régiments français : le 3e SAS (3e régiment de chasseurs parachutistes) et le 4e SAS (2e régiment de chasseurs parachutistes). Ils sont dissous en 1945[7] mais sont une des origines du 1er RPIMa créé en 1960[8] ;
- les commandos Kieffer ont donné naissance aux sept commandos marine actuels[réf. nécessaire].

Toutes ces unités sont regroupées sous le Commandement des opérations spéciales (COS), créé en 1992 afin de les coordonner.

## Définition

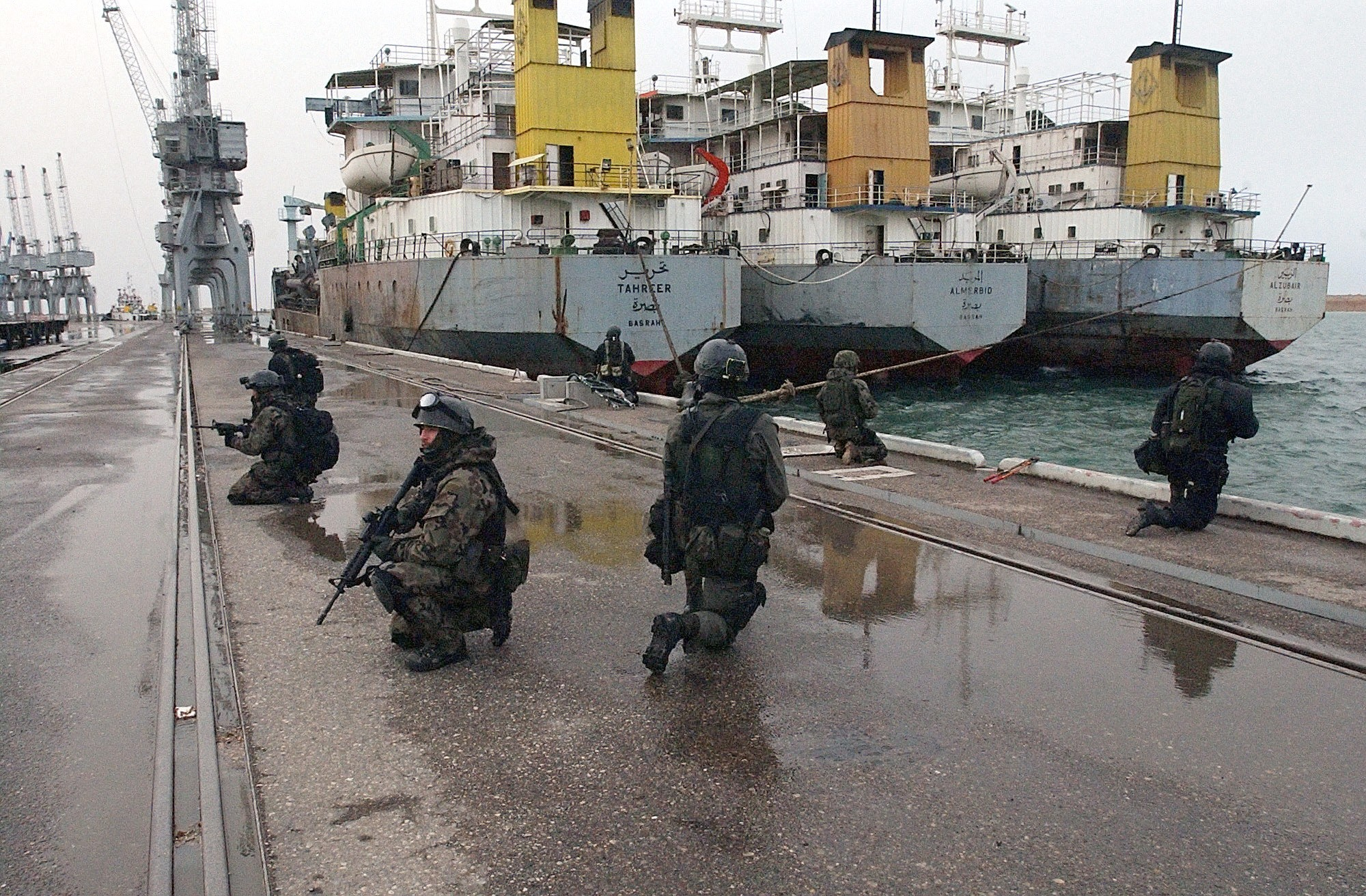
Forces spéciales du GROM (Pologne) en surveillance au port maritime de Umm Qasr lors de la guerre d'Irak en 2003.

La définition des « forces spéciales » s’applique aux unités militaires en mesure de mener, de façon autonome, des opérations d’une durée pouvant aller de quelques heures à plusieurs semaines, dans un contexte hautement hostile. Agissant avec un effectif réduit contre des adversaires nettement plus nombreux, elles font appel à toutes sortes de techniques et tactiques particulières dans le but d’exploiter les points faibles de l’ennemi et d’en tirer un avantage décisif.
En temps de paix, elles permettent au pouvoir politique d'assurer le règlement de situations de crise qui ne peuvent trouver de solutions par la voie diplomatique ou par des actions militaires classiques. En temps de guerre, leur emploi s’inscrit dans un cadre stratégique pour apporter une contribution majeure à la victoire.
Les interventions militaires menées par des forces spéciales au cours de ces dernières décennies permettent de distinguer plusieurs types de missions spécifiques :
- recherche et transmission de renseignements ;
- libération d’otages, de prisonniers et évacuation de ressortissants nationaux ;
- neutralisation d’objectifs vitaux pour l’adversaire ;
- préparation de sites et accueil d’unités conventionnelles dans le cadre d’interventions extérieures ;
- contrôle avancé et guidage d’aéronefs pour des opérations aéroportées ou des frappes aériennes ;
- opérations psychologiques (PSYOPS) ;
- protection de personnalités (VIP) ou de sites sensibles à l’étranger ;
- formation, assistance et encadrement de mouvements ou pays amis pour la conduite d’opérations militaires, d’action de guérilla ou de contre-guérilla.

Ces missions peuvent être réalisées en liaison avec une force nationale ou alliée, ou bien encore de façon autonome sur les arrières de l’adversaire.
Avant toute chose, les forces spéciales sont des unités destinées à opérer dans un contexte stratégique pour mener des opérations à haute signification politique, ou contre des objectifs d’intérêt majeur. Par leur nature même, il n’est pas concevable qu’elles soient utilisées pour des actions défensives.
Leur contrôle opérationnel est en principe confié aux plus hautes autorités militaires, compte tenu de la nature de leur mission. Une autorité d’emploi de haut niveau et une chaîne de commandement très courte sont nécessaires, pour assurer la rapidité de leur mise en action. Sur le plan opérationnel, elles doivent être en mesure d’agir de façon autonome en milieu hostile, même pour une longue période. Cette autonomie s’applique non seulement à tous les domaines de l’exécution de la mission, mais également à ceux de sa planification et de la préparation.
La particularité de ces unités de combat est aussi d’intervenir en très petit nombre, notamment grâce à leur haut niveau de formation et d’entraînement, à la qualité des équipements utilisés et à la diversité des moyens et techniques d’infiltration et d’exfiltration employés. C’est ce petit nombre qui assure leur très bon rapport coût-efficacité et qui les différencie des forces dites conventionnelles, qu’il s’agisse d’unités d’élite ou de troupes spécialisées (c’est ce que certains appellent « coefficient de forces » ou « démultiplicateur de forces »).

### Opérations spéciales et opérations clandestines

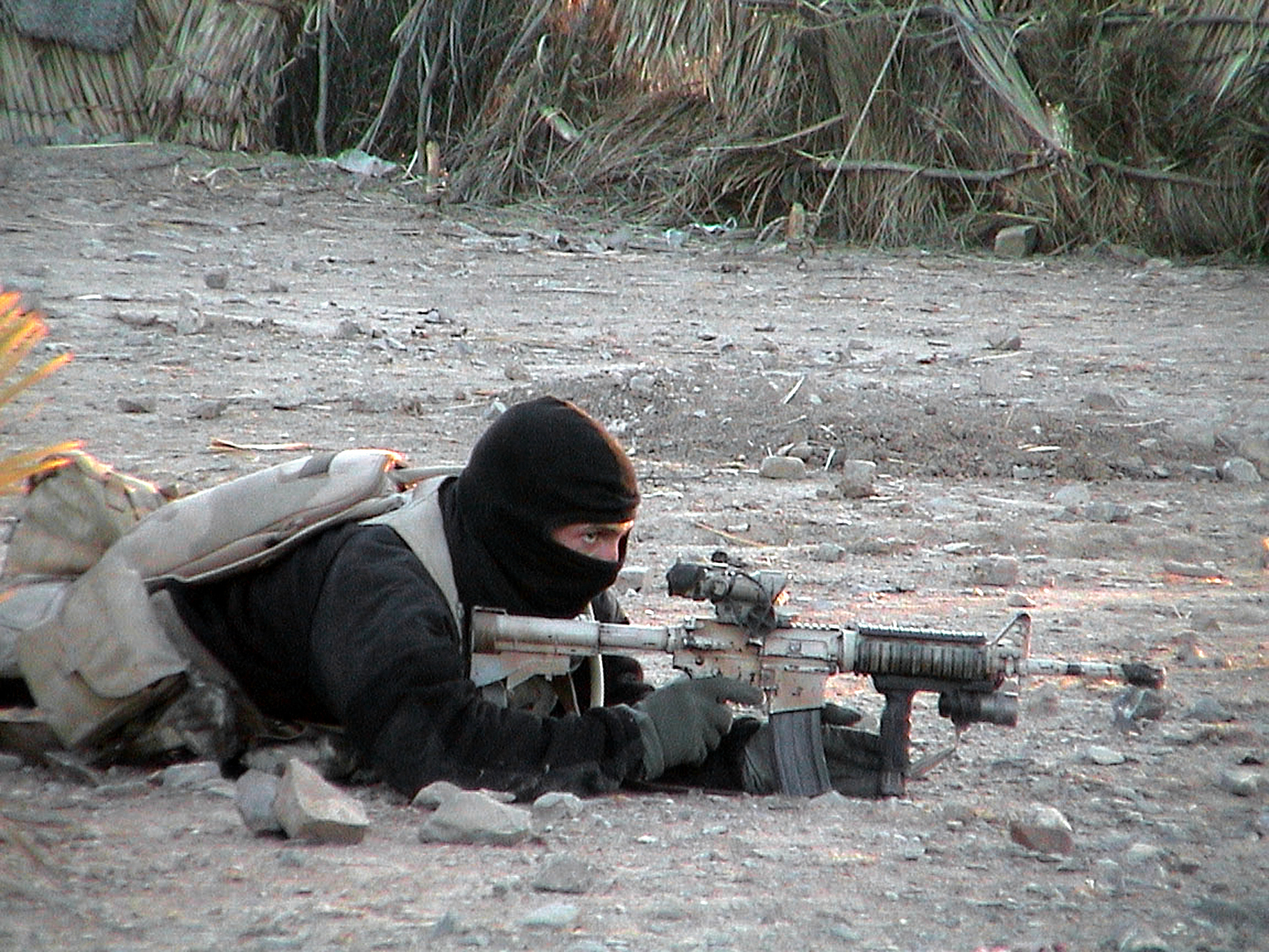
Navy SEAL (États-Unis) en Afghanistan (2002).

Les missions des forces spéciales excluent, en principe, les opérations clandestines qui revêtent souvent un caractère illégal. Ces dernières sont menées pour l’essentiel par la branche « action » des services secrets, qui ne sont pas à proprement parler des forces spéciales même si certaines caractéristiques (sélections très difficiles, formation pointue, etc.) créent des points communs entre ces deux types d'unités.
Dans certains pays, notamment les États-Unis et le Royaume-Uni, les forces spéciales peuvent être engagées pour des opérations clandestines.
Dans le reste de l'Europe continentale, en revanche, les forces spéciales ne sont pas engagées de cette manière car pour la plupart des pays leurs moyens sont trop faibles et opèrent toujours en uniforme et sont protégées par les conventions de Genève. En ce qui concerne la France, le commandement des opérations spéciales (COS) effectue des opérations spéciales qui « sont des opérations militaires ouvertes ou couvertes commandées par le CEMA. Ce ne sont pas des opérations clandestines », au contraire des missions du service Action de la Direction générale de la Sécurité extérieure (DGSE).
À mi-chemin entre ces deux possibilités, il est possible d'envisager des opérations combinées.

### Forces spéciales policières

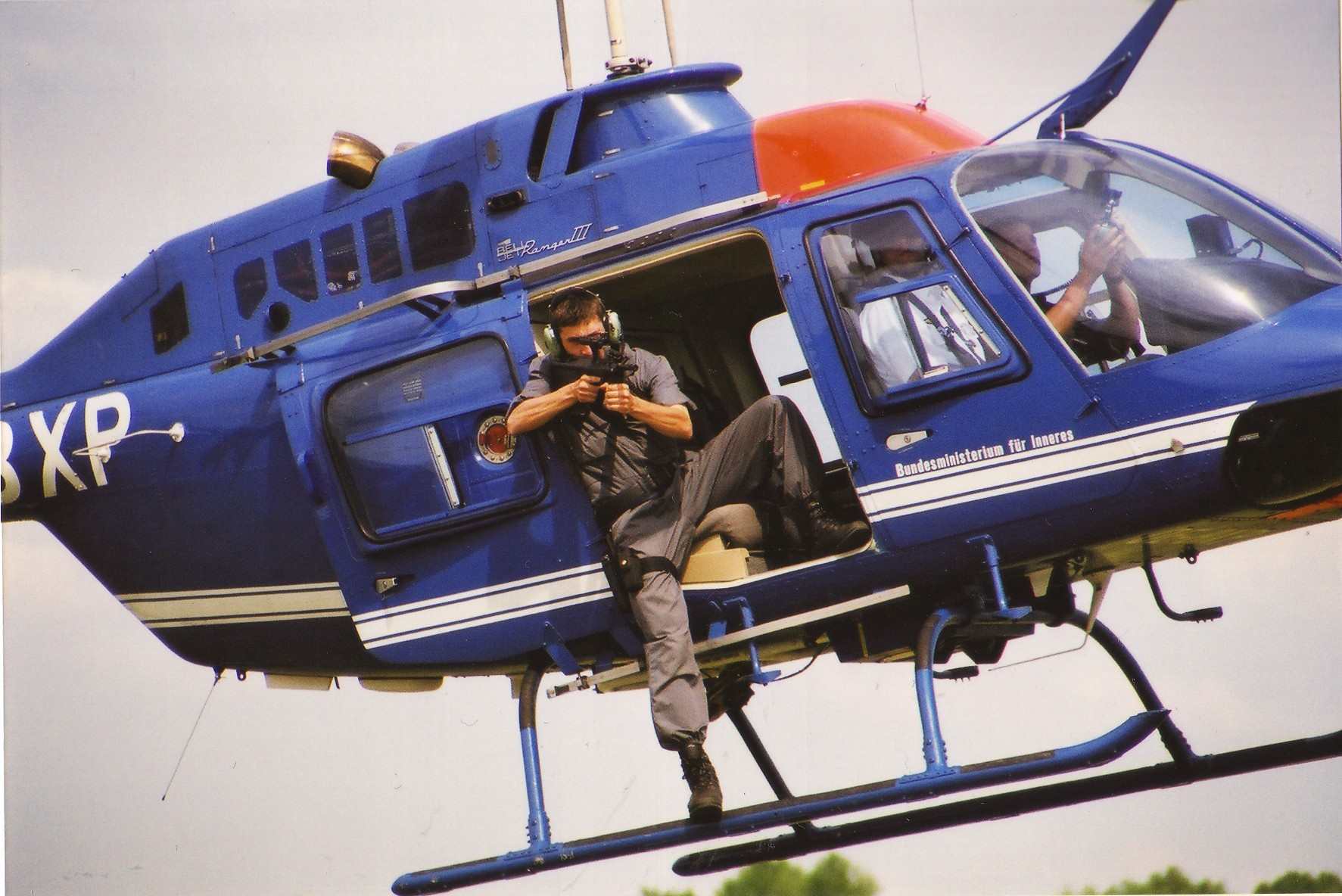
L'unité de contre-terrorisme autrichien GEK Cobra en action.

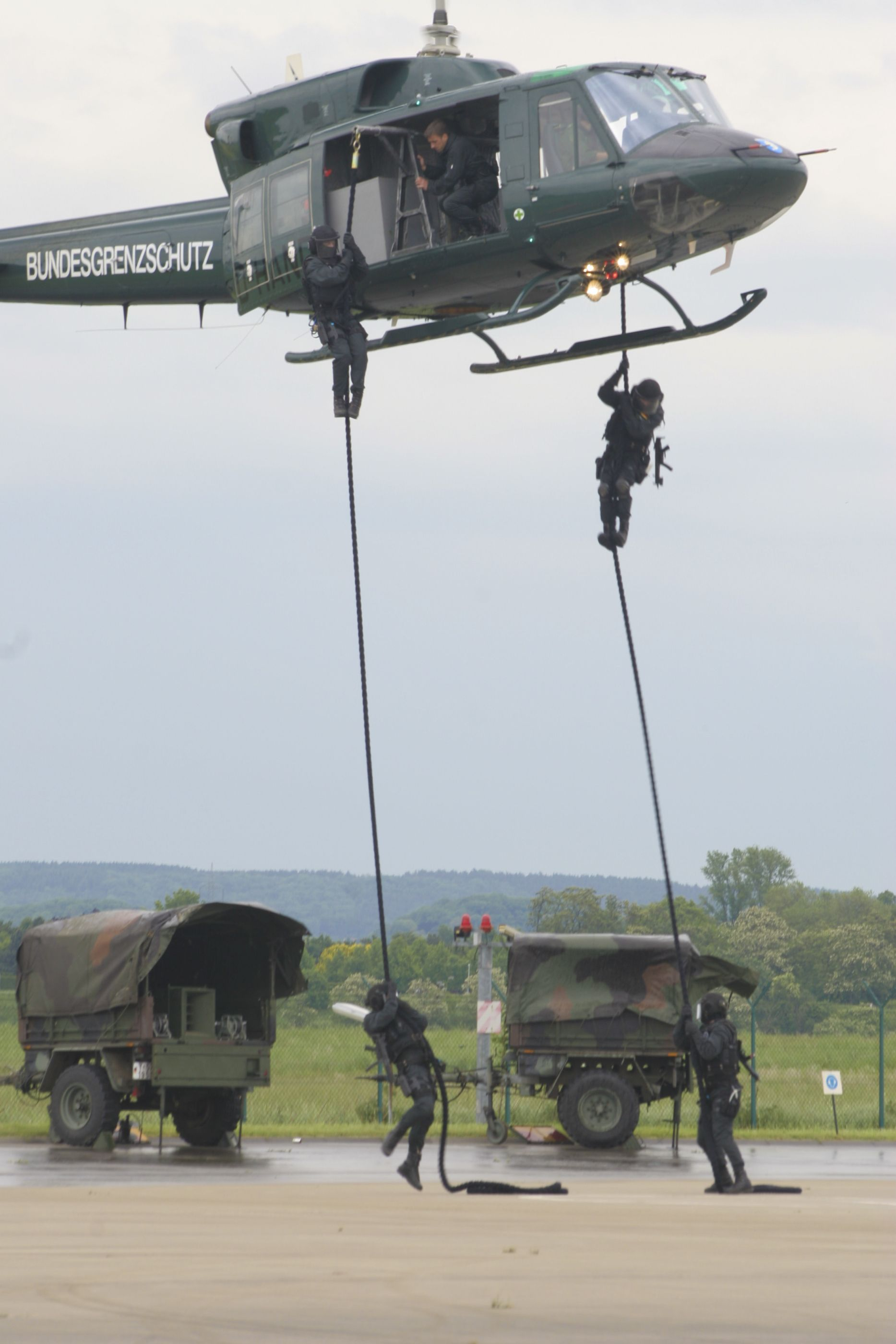
Exercice du GSG 9 allemand (2005).

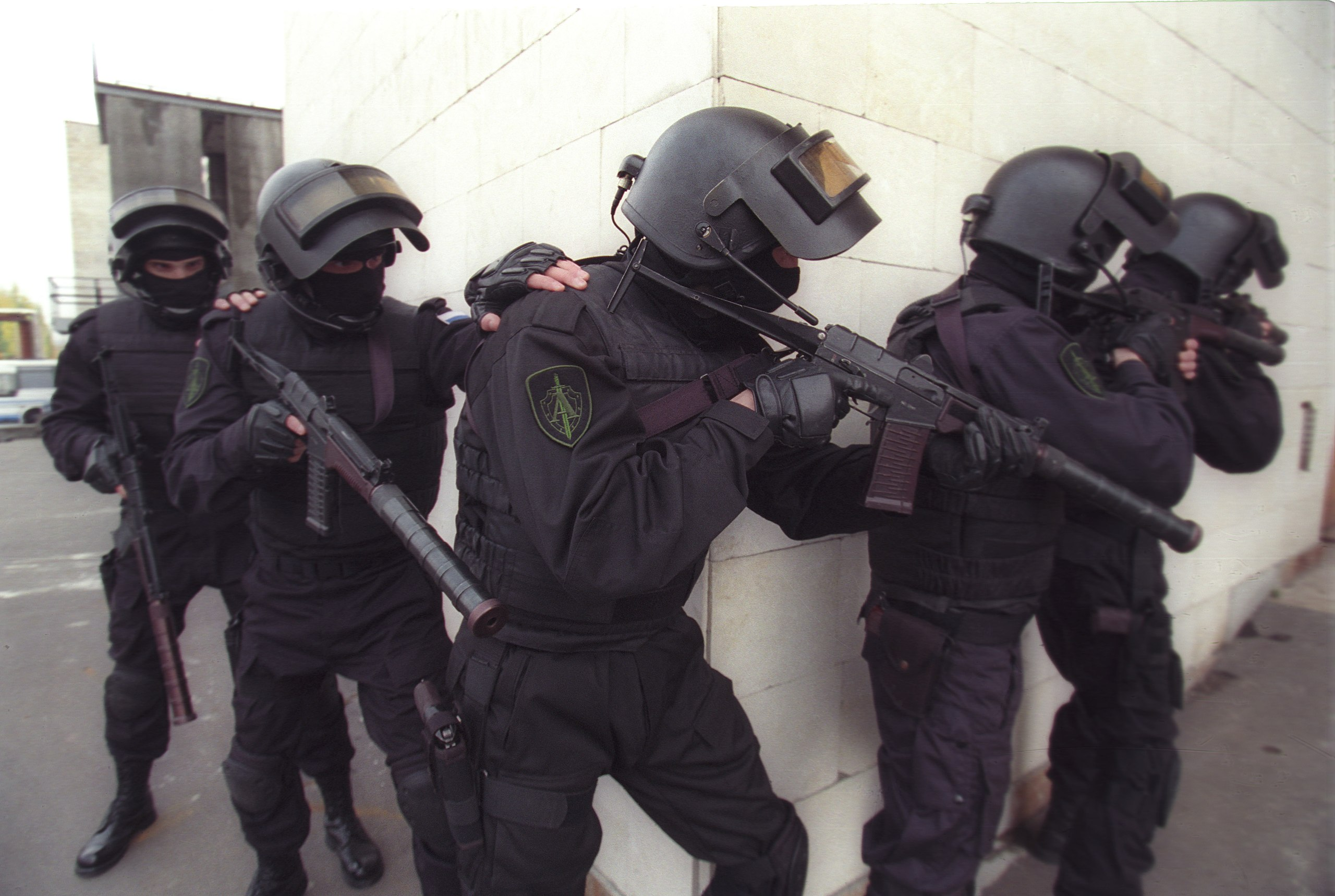
Unité anti-terroriste alpha du service fédéral de sécurité de la fédération de Russie lors d'un entrainement en zone urbaine

Les opérations de police sont généralement l'apanage de groupes spécialisés des forces de police. La plupart des forces spéciales, la Delta Force ou les SEAL américains, est formée aux opérations antiterroristes, mais prioritairement pour des opérations à l'étranger. La possibilité pour ces unités d'intervenir sur le territoire national dépend des pays : au Royaume-Uni, le Special Air Service est chargé des missions de contre-terrorisme intérieur, alors qu'aux États-Unis, les forces armées ne peuvent intervenir sur le territoire à la suite du Posse Comitatus Act sauf à titre exceptionnel.
Les forces de maintien de l'ordre ont également des unités spécialisées dont les caractéristiques générales présentent des similitudes avec les forces spéciales militaires, et peuvent être considérées comme des forces spéciales de police ou de gendarmerie. De plus, certaines ont un statut militaire (gendarmerie, carabiniers, guardia civil), et la possibilité d'être envoyées à l'étranger (protection de diplomates, libération d'otages comme à Djibouti et à Djeddah) et même parfois sont intégrées aux commandements d'opérations spéciales nationaux.
Parmi ces unités, on compte les groupes antiterroristes GSG 9 allemands, le GIGN et le RAID français, la Direction des Unités Spéciales belge, la BAT et l'USGN tunisiens, le HRT du FBI et autres unités SWAT.

### Distinction entre forces spéciales et forces d’élite

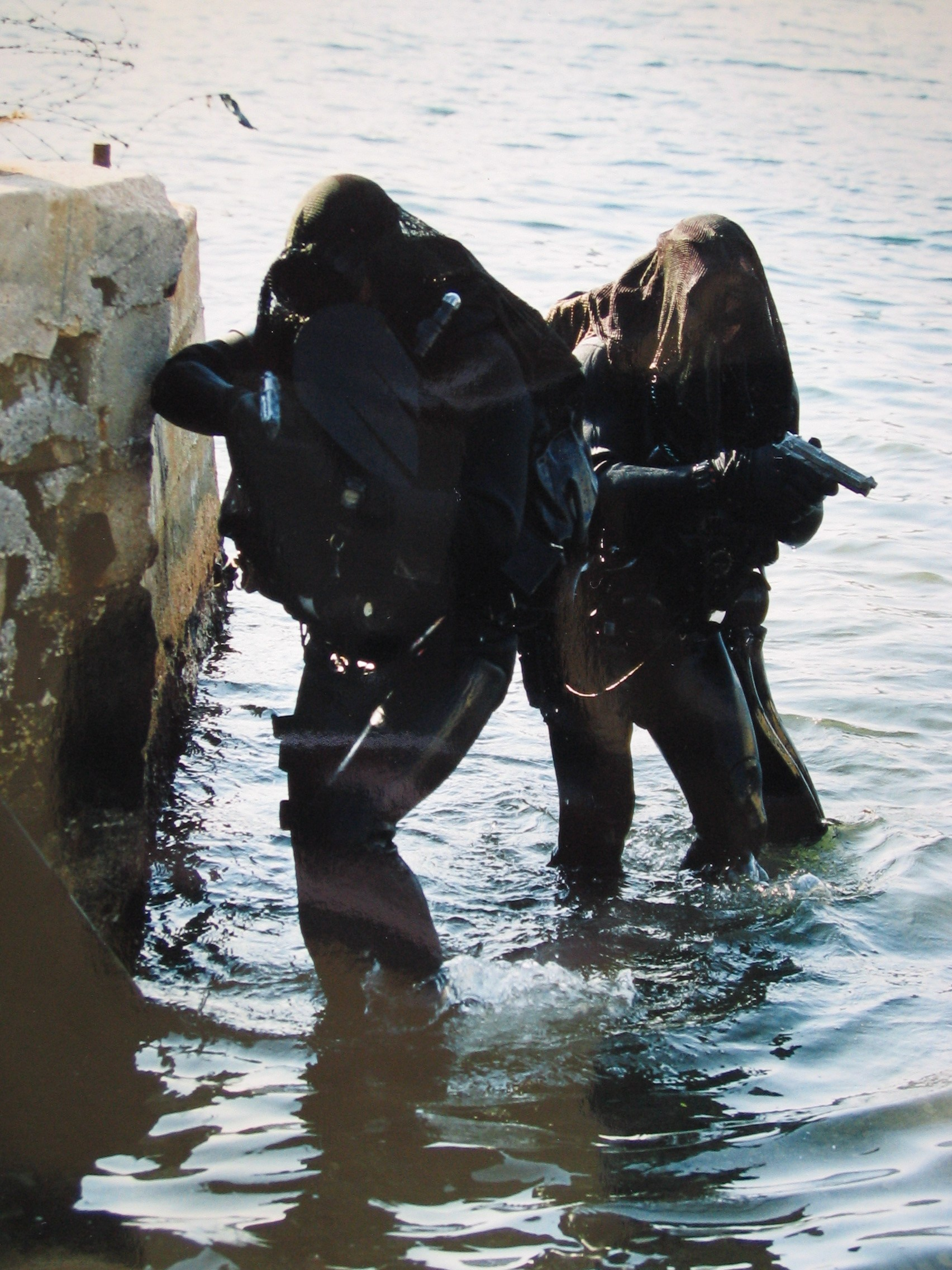
Nageurs de combat du commando Hubert de la Marine nationale française.

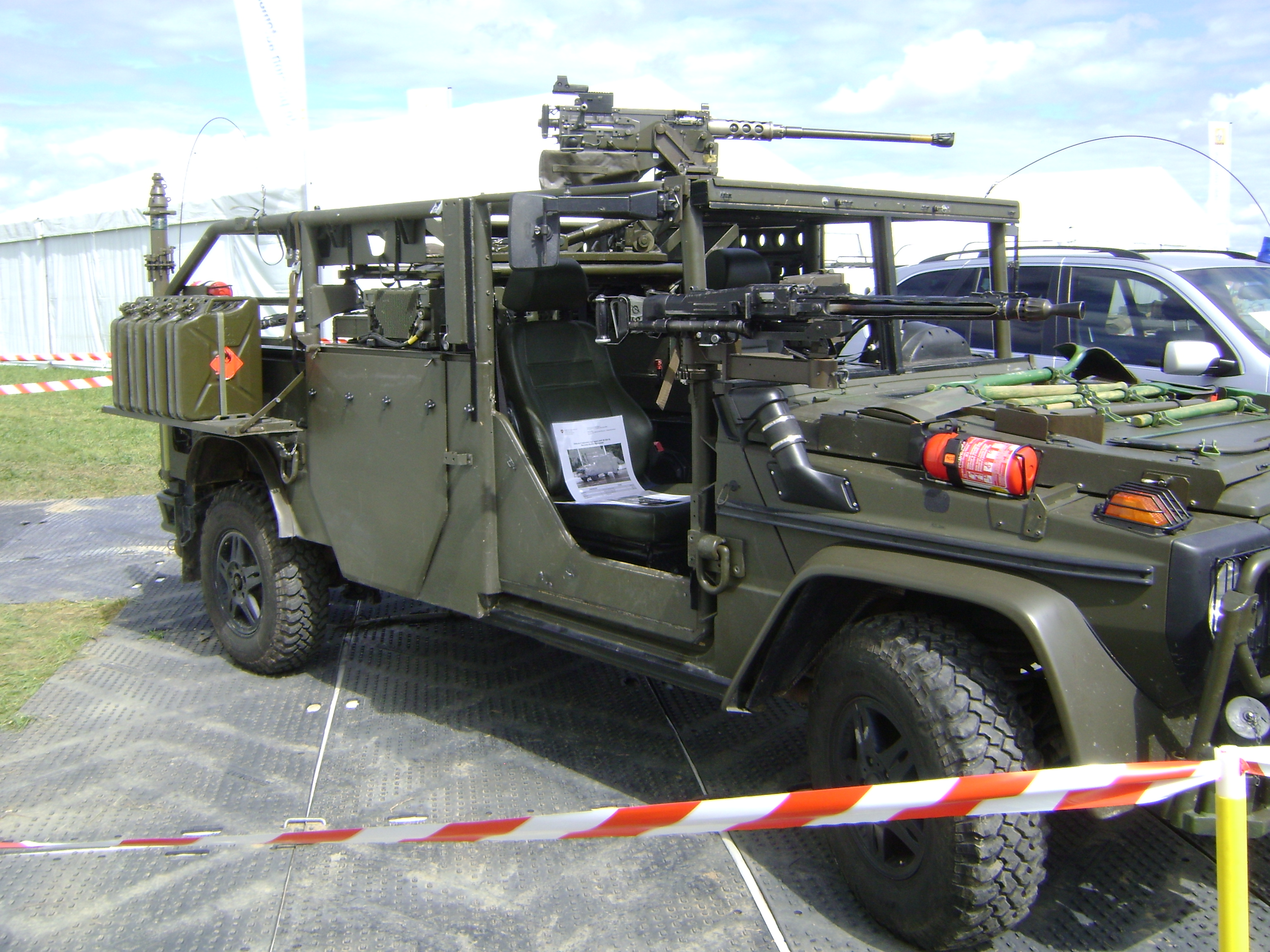
AGF Serval, en service au sein du DRA10 (Suisse).

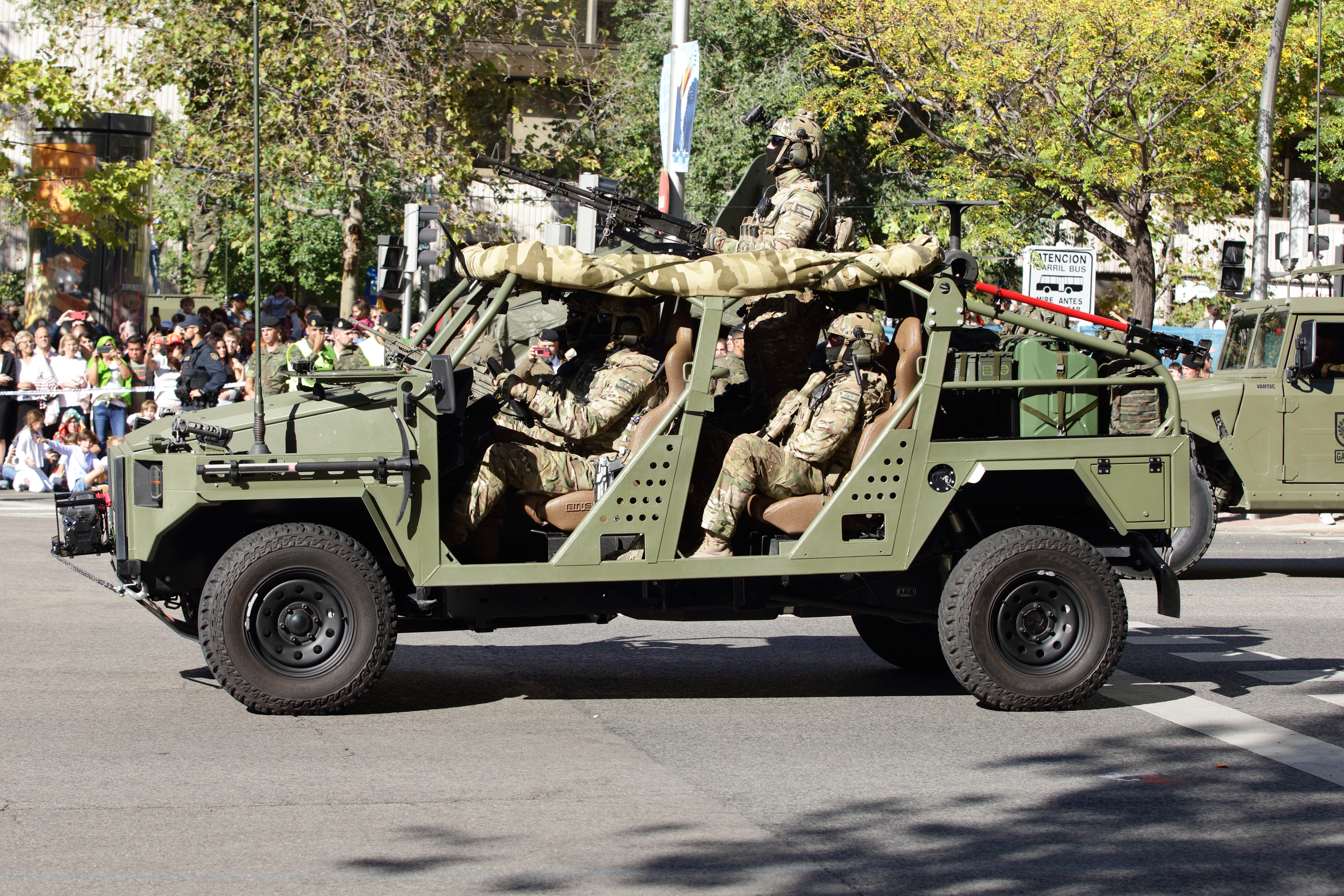
Véhicule Neton du Commandement des opérations spéciales (Espagne)

Ces missions s’inscrivent dans un cadre essentiellement stratégique. De nombreuses unités d’élite, aéroportées ou à vocation particulière telles que la 11e brigade parachutiste et la Légion étrangère françaises, le corps des marines et les unités aéroportées américaines (82e et 101e divisions aéroportées et 173e brigade aéroportée), le Parachute Regiment et les Royal Marines britanniques, le Pathfinder (en) canadien, la brigade parachutiste Folgore et le régiment San Marco italien ou bien encore les divisions aéroportées de la Garde russe, ne sont pas considérées comme unités de forces spéciales suivant la définition OTAN, même si, dans certains cas, elles intègrent une composante pouvant mener des opérations spéciales limitées.
Il arrive que ces unités, en mesure de conduire un éventail de missions très étendu, allant du combat en terrain accidenté ou en zone urbaine aux raids commandos ou d’action directe dans la profondeur du dispositif adverse, soient appelées à tort forces spéciales ou forces d'opérations spéciales.
Cela dit, certaines unités aéroportées ou d’infanterie de marine peuvent, à l’occasion, se voir attribuer des missions particulières relevant, par certains côtés, des opérations spéciales ou de guerre non conventionnelle (reconnaissance derrière les lignes adverses, action de guérilla, sabotage et destruction, etc.).
Dans de nombreuses armées, ce sont bien souvent, à défaut d'unités spécialement dédiées, les parachutistes et les fusiliers marins qui sont chargés de ces missions.
Leur entraînement poussé à l'extrême leur donne une prérogative dans la conduite d'opérations spéciales.

## Dans la culture populaire

### Films et séries sur les forces spéciales
Cinéma
- Les Bérets verts (1968)
- Delta Force (série de films) (1986-1991)
- Predator (1987)
- Navy Seals : Les Meilleurs (1990)
- Danger immédiat (1994)
- Rock (1996)
- Ultime Décision (1996)
- À armes égales (1997)
- Bravo Two Zero (en) (1999)
- La Chute du faucon noir (2001)
- Les Larmes du soleil (2003)
- Age of Heroes (2011)
- Forces spéciales (2011)
- L’Assaut (2011)
- Act of Valor (2012)
- Zero Dark Thirty (2012)
- Du sang et des larmes (2013)
- American Sniper (2015)
- 13 Hours: The Secret Soldiers of Benghazi (2016)
- Horse Soldiers (2018)

Télévision
- SEAL Team (série télévisée - 2017)
- Forces spéciales : l'expérience (émission - 2020)
- Cœurs noirs (série télévisée - 2023)

### Films où le personnage principal est un ancien ou membre des forces spéciales
- Rambo (série de films)
- Commando (1985)
- Le Scorpion rouge (1988)
- Piège en haute mer (1992)
- Piège à grande vitesse (1995)
- Ultime Décision (1996)
- Punisher : Zone de guerre (2008)
- Predators (2010)
- La Chute de la Maison-Blanche (2013)